# Móra László (lovas)
Móra László (Budapest, 1934. december 14. – Hamburg, 2001. november 3.) magyar lovas, öttusázó, díjugrató olimpikon és lovas edző. Két olimpia résztvevője díjugratásban (1960. Róma, 1972. München).

## Pályafutása
A budapesti Bencés Gimnáziumba járt. Itt kezdett öttusázni, amelyben a lovaglás és a vívás volt a kedvenc sportága. 1953-ban párbajtőrvívásban magyar ifjúsági bajnok lett. Öttusában 1953-tól a válogatott keret tagja, ahol 1958-ig mindig az első tíz között szerepelt. Az első tízben ekkor pedig több olimpiai és világbajnok is volt. 1956-ban úgy tűnt az olimpiai csapat tagja lehetett volna Melbourne-ben, de ekkor katona volt és végül nem utazhatott. 1958-ban hagyott fel véglegesen az öttusával és ebben az évben lett a lovas válogatott tagja. 1971-ig 21 alkalommal volt csapattag a Nemzetek Díjában.
1970-ben a Budapesti Lovas Klub színeiben magyar bajnokságot nyert. 1972-ben Kaposváron rendezett országos lovasbajnokság háromnapos versenyén ő volt a legeredményesebb Bulcsu nevű lovával. A Budapesti MEDOSZ SE és utódja a Budapesti Lovas Klub versenyzője volt. Csapatversenyben többszörös magyar bajnok volt mindkét klub színeiben.
Két olimpián vett részt versenyzőként. 1960-ban Rómában, a díjugratás csapatversenyében Szertelen nevű lován tagja volt a 382,75 hibaponttal végzett csapatnak (Karcsú Imre, Suti István és ő), melyet kizártak, de a 16. helyre rangsoroltak. Az 1972-es müncheni olimpián díjugratás egyéniben Antaryl nevű lova sántasága miatt feladta a versenyt. Tagja volt azonban Betty nevű lován a díjugrató csapatnak (Ákos Ajtony, Bognár Sándor, Széplaki Pál és ő), amellyel 186,50 hibaponttal a 17. helyre rangsorolták.
1972 és 1980 között az Enyingi Állami Gazdaság sáripusztai ménesénél volt versenyző és edző. 1980-ban is az olimpiai keret tagja volt, de deréksérülése miatt befejezte a versenyzést, 1980-tól nyugdíjazásáig az IBUSZ lovas idegenforgalmát szervezte. Nyugdíjasként barátai lovait lovagolta Hamburgban és ott hunyt el. Kérésének megfelelően hamvait a Kelenföldi Szent Gellért Urnatemető falában (I-VIII./36) helyezték el.